# Sertularia rugosissima
Sertularia rugosissima är en nässeldjursart som beskrevs av Thornely 1904. Sertularia rugosissima ingår i släktet Sertularia och familjen Sertulariidae. Inga underarter finns listade i Catalogue of Life.